# Gerard Lukoszczyk
Gerard Józef Lukoszczyk (ur. 12 marca 1938 w Bytomiu) – polski piłkarz występujący na pozycji napastnika i pomocnika.
Lukoszczyk karierę piłkarską rozpoczął w Silesii Miechowice, w której występował w latach 1953–1960. Następnie trafił do Polonii Bytom i reprezentował ją przez osiem sezonów. W nowym zespole zadebiutował 20 marca 1960 roku w zremisowanym 1:1 meczu z Odrą Opole. Zmienił wówczas w czterdziestej minucie rywalizacji Wilhelma Pielota. Pierwszą bramkę dla Polonii zdobył 27 marca 1960 roku w zremisowanym 2:2 spotkaniu z Wisłą Kraków. W ciągu ośmiu lat gry dla Polonii, Lukoszczyk zdobył mistrzostwo (1962), wicemistrzostwo (1961) i trzecie miejsce mistrzostw Polski (1965/1966) oraz tryumfował w rozgrywkach Pucharu Intertoto (1965). W 1967 roku wyemigrował na stałe do Niemiec.

## Statystyki ligowe
| Sezon     | Klub          | Liga   | Liga krajowa | Liga krajowa |
| --------- | ------------- | ------ | ------------ | ------------ |
| Sezon     | Klub          | Liga   | Meczów       | Bramek       |
| 1960      | Polonia Bytom | I Liga | 19           | 3            |
| 1961      | Polonia Bytom | I Liga | 13           | 2            |
| 1962      | Polonia Bytom | I Liga | 9            | 0            |
| 1962/1963 | Polonia Bytom | I Liga | 23           | 3            |
| 1963/1964 | Polonia Bytom | I Liga | 21           | 2            |
| 1964/1965 | Polonia Bytom | I Liga | 21           | 2            |
| 1965/1966 | Polonia Bytom | I Liga | 5            | 0            |
| 1966/1967 | Polonia Bytom | I Liga | 13           | 2            |
| Razem     | Razem         | Razem  | 124          | 14           |

## Sukcesy

### Polonia Bytom
- Mistrzostwo Polski w sezonie 1962
- Wicemistrzostwo  Polski w sezonie 1961
- Trzecie miejsce w mistrzostwach Polski w sezonie 1965/1966
- Pucharu Intertoto w 1965 roku